# Espanha nos Jogos Olímpicos de Inverno de 2010

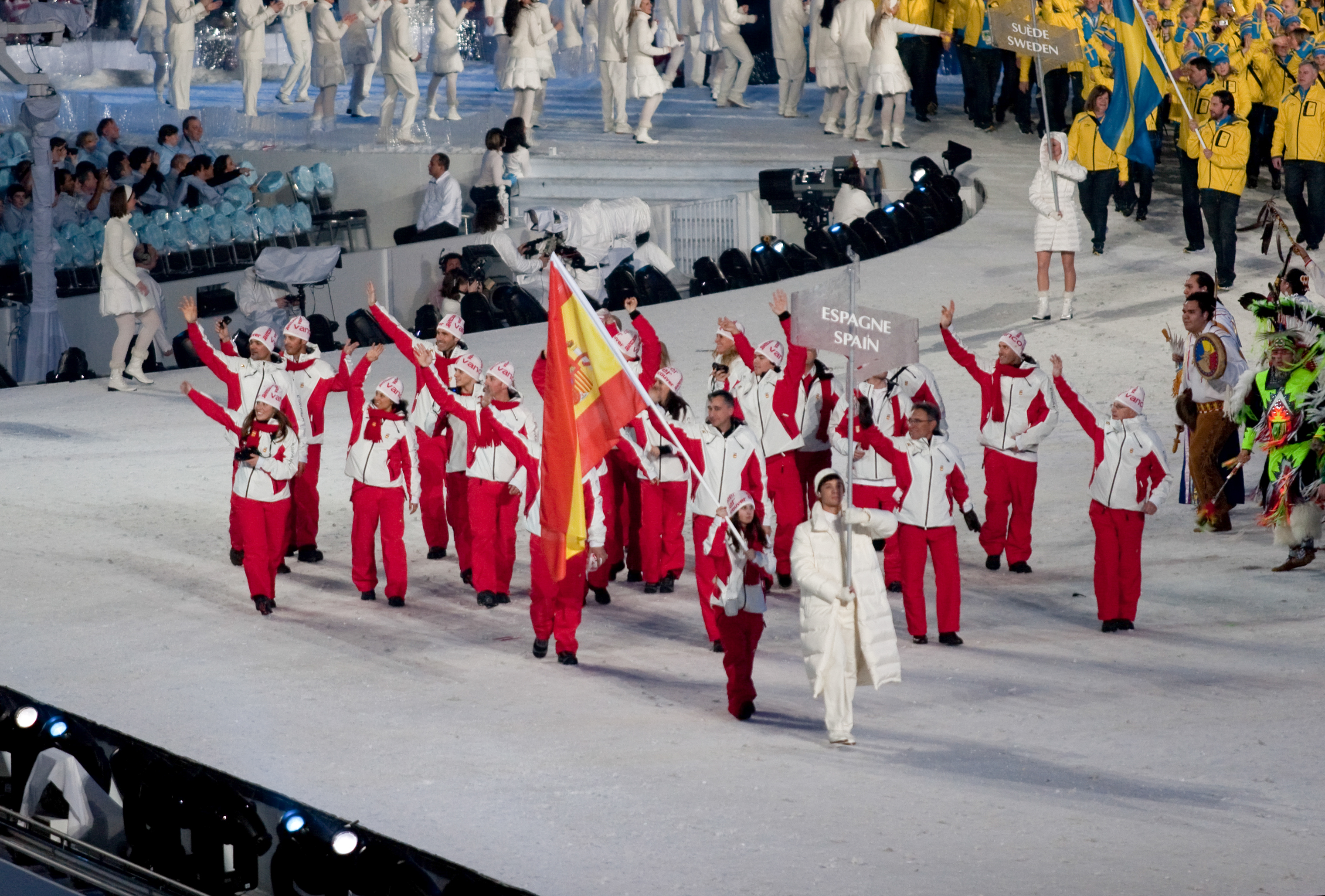
Delegação espanhola durante a cerimônia de abertura.

A Espanha participou dos Jogos Olímpicos de Inverno de 2010, realizados em Vancouver, no Canadá. O país aparece em Olimpíadas de Inverno regularmente desde os Jogos de 1936.

## Desempenho

### Biatlo
Feminino
| Atleta                    | Evento     | Final   | Final       | Final |
| Atleta                    | Evento     | Tempo   | Pen.        | Pos.  |
| ------------------------- | ---------- | ------- | ----------- | ----- |
| Victoria Padial Hernández | Velocidade | 24:55.5 | 2 (1+1)     | 87º   |
| Victoria Padial Hernández | Individual | 56:41.8 | 8 (1+4+0+3) | 86º   |

### Esqui alpino
Feminino
| Atleta                 | Evento         | Corrida 1 | Corrida 2 | Total   | Pos. |
| ---------------------- | -------------- | --------- | --------- | ------- | ---- |
| Andrea Jardi           | Slalom         | DNF       | DNF       | DNF     | DNF  |
| Andrea Jardi           | Slalom gigante | 1:20.41   | DNF       | DNF     | DNF  |
| Andrea Jardi           | Super-G        |           |           | DNF     | DNF  |
| Carolina Ruiz Castillo | Downhill       |           |           | 1:47.62 | 15º  |
| Carolina Ruiz Castillo | Slalom gigante | 1:19.17   | 1:15.90   | 2:35.07 | 34º  |
| Carolina Ruiz Castillo | Super-G        |           |           | 1:23.05 | 18º  |
| María José Rienda      | Slalom gigante | 1:21.22   | 1:16.23   | 2:37.45 | 38º  |

Masculino
| Atleta            | Evento         | Corrida 1 | Corrida 2 | Total   | Pos. |
| ----------------- | -------------- | --------- | --------- | ------- | ---- |
| Ferrán Terra      | Downhill       |           |           | 1:58.85 | 44º  |
| Ferrán Terra      | Combinado      | 1:56.12   | DNF       | DNF     | DNF  |
| Ferrán Terra      | Super-G        |           |           | 1:32.75 | 27º  |
| Ferrán Terra      | Slalom gigante | DNF       | DNF       | DNF     | DNF  |
| Paul de la Cuesta | Downhill       |           |           | 1:59.84 | 51º  |
| Paul de la Cuesta | Super-G        |           |           | 1:34.03 | 35º  |
| Paul de la Cuesta | Slalom gigante | 1:20.06   | 1:23.16   | 2:43.22 | 32º  |

### Esqui cross-country
Feminino
| Atleta      | Evento                | Final     | Final |
| Atleta      | Evento                | Tempo     | Pos.  |
| ----------- | --------------------- | --------- | ----- |
| Laura Orgue | 10 km livre           | 27:09.4   | 38º   |
| Laura Orgue | Perseguição combinada | 42:38.3   | 27º   |
| Laura Orgue | Largada coletiva      | 1:38:18.3 | 36º   |

Masculino
| Atleta            | Evento                | Final     | Final |
| Atleta            | Evento                | Tempo     | Pos.  |
| ----------------- | --------------------- | --------- | ----- |
| Javier Gutiérrez  | 15 km livre           | 37:55.7   | 69º   |
| Javier Gutiérrez  | Perseguição combinada | 1:22:20.4 | 40º   |
| Javier Gutiérrez  | Largada coletiva      | DNF       | DNF   |
| Diego Ruiz        | 15 km livre           | 37:31.8   | 65º   |
| Diego Ruiz        | Largada coletiva      | 2:17:49.8 | 44º   |
| Vicenç Vilarrubla | 15 km livre           | 36:22.7   | 53º   |
| Vicenç Vilarrubla | Perseguição combinada | 1:19:48.2 | 31º   |
| Vicenç Vilarrubla | Largada coletiva      | 2:13:33.8 | 40º   |

### Esqui estilo livre
Feminino
| Atleta        | Evento    | Preliminar | Preliminar | Oitavas | Quartas | Semifinal | Final   | Final |
| Atleta        | Evento    | Tempo      | Pos.       | Posição | Posição | Posição   | Posição | Pos.  |
| ------------- | --------- | ---------- | ---------- | ------- | ------- | --------- | ------- | ----- |
| Rocío Delgado | Ski cross | 1:22.67    | 31º        | 3º      | DNF     | DNF       | DNF     | DNF   |

### Patinação artística
| Atleta           | Evento               | Programa curto | Programa curto | Programa longo | Programa longo | Total  | Total |
| Atleta           | Evento               | Pontos         | Pos.           | Pontos         | Pos.           | Pontos | Pos.  |
| ---------------- | -------------------- | -------------- | -------------- | -------------- | -------------- | ------ | ----- |
| Sonia Lafuente   | Individual feminino  | 49.74          | 22º            | 83.77          | 21º            | 133.51 | 22º   |
| Javier Fernández | Individual masculino | 68.69          | 16º            | 137.99         | 10º            | 206.68 | 14º   |

### Skeleton
| Atleta          | Evento    | Corrida 1 | Corrida 2 | Corrida 3 | Corrida 4 | Total   | Pos. |
| --------------- | --------- | --------- | --------- | --------- | --------- | ------- | ---- |
| Ander Mirambell | Masculino | 54.77     | 54.59     | 54.26     | –         | 2:43.62 | 24º  |

### Snowboard
Halfpipe
| Atleta            | Evento    | Qualificatória | Qualificatória | Qualificatória | Semifinal   | Semifinal   | Semifinal   | Final       | Final       | Final       |
| Atleta            | Evento    | Corrida 1      | Corrida 2      | Pos.           | Corrida 1   | Corrida 2   | Pos.        | Corrida 1   | Corrida 2   | Pos.        |
| ----------------- | --------- | -------------- | -------------- | -------------- | ----------- | ----------- | ----------- | ----------- | ----------- | ----------- |
| Queralt Castellet | Feminino  | 44.3           | 19.9           | 3º             | DNS         | DNS         | DNS         | Não avançou | Não avançou | Não avançou |
| Rubén Verges      | Masculino | 9.4            | 19.5           | 15º            | Não avançou | Não avançou | Não avançou | Não avançou | Não avançou | Não avançou |

Snowboard cross
| Atleta           | Evento    | Preliminar | Preliminar | Oitavas     | Quartas     | Semifinal   | Final       | Final       |
| Atleta           | Evento    | Pontos     | Pos.       | Posição     | Posição     | Posição     | Posição     | Pos.        |
| ---------------- | --------- | ---------- | ---------- | ----------- | ----------- | ----------- | ----------- | ----------- |
| Jordi Font       | Masculino | DNF        | DNF        | Não avançou | Não avançou | Não avançou | Não avançou | Não avançou |
| Regino Hernández | Masculino | 1:25.90    | 31º        | 4º          | Não avançou | Não avançou | Não avançou | Não avançou |

Legenda
| Recorde mundial      | Recorde mundial (World record)               |                       | Recorde africano                      | Recorde africano (African) |                                           | Q | Classificado por posição (Qualified) |
| Recorde olímpico     | Recorde olímpico (Olympic record)            | Recorde da América    | Recorde da América (Americas)         | q                          | Classificado por melhor tempo (Qualified) |   |                                      |
| Melhor marca do ano  | Melhor marca do ano (World leading)          | Recorde asiático      | Recorde asiático (Asian)              | DNS                        | Não largou (Did not start)                |   |                                      |
| Recorde nacional     | Recorde nacional (National record)           | Recorde europeu       | Recorde europeu (European)            | DNF                        | Não terminou (Did not finish)             |   |                                      |
| Recorde pessoal      | Recorde pessoal do atleta (Personal best)    | Recorde da Oceania    | Recorde da Oceania (Oceania)          | DSQ / DQ                   | Desclassificado (Disqualified)            |   |                                      |
| Recorde da temporada | Recorde da temporada do atleta (Season best) | Recorde sul-americano | Recorde sul-americano (South America) | NM                         | Sem marca (No mark)                       |   |                                      |